# Скальные жилища Маниту

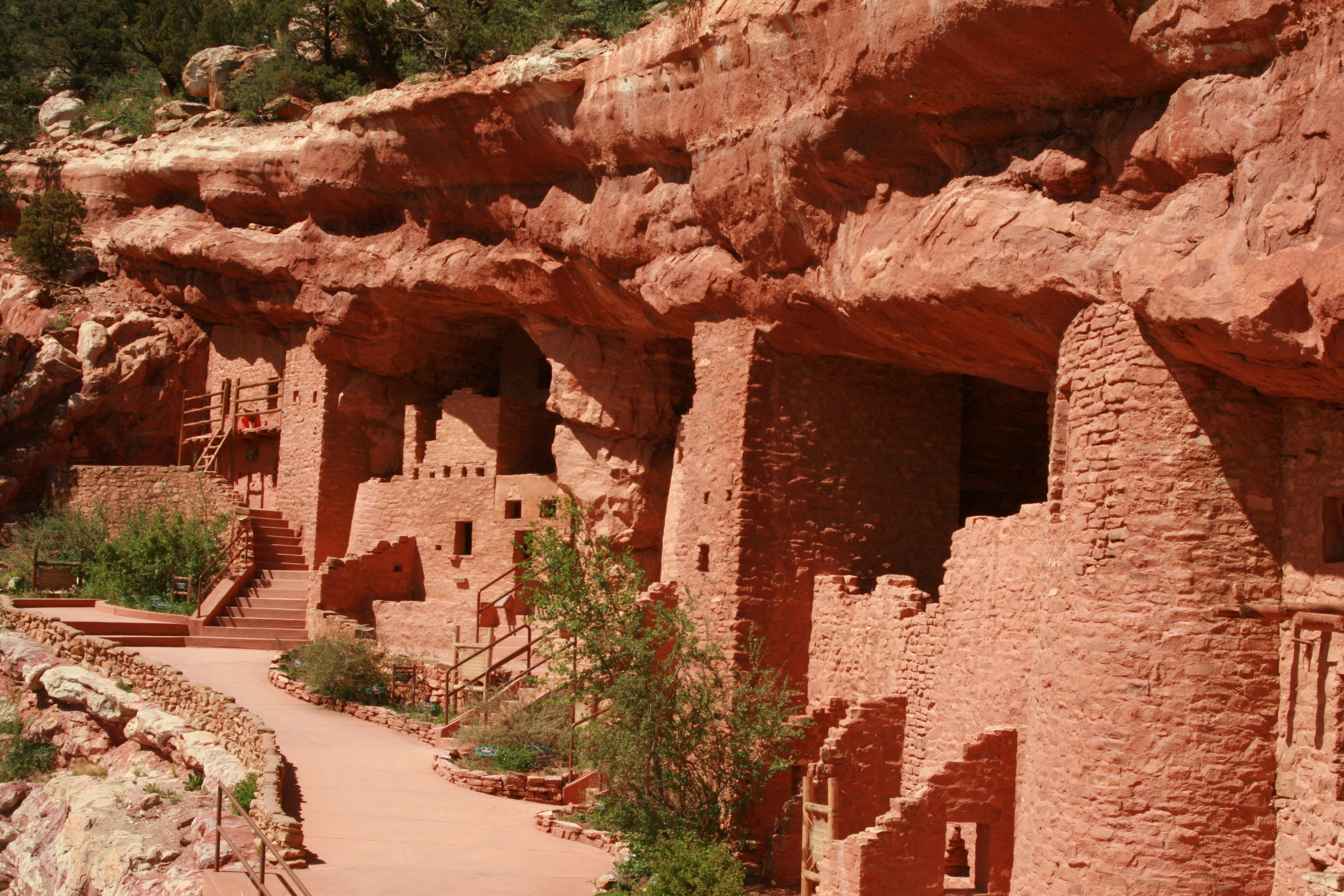
Вид снаружи

Скальные жилища Маниту — туристическая достопримечательность США и музей под открытым небом, расположенный к западу от Колорадо-Спрингс в штате Колорадо (США) у федерального шоссе 24 в Маниту-Спрингс.
Музей скальных жилищ под открытым небом содержит копии скальных жилищ индейцев культуры анасази, обитавших в этой местности до примерно 1300 года н. э. Музей был основан в 1904 году и открыт для доступа в 1906 году. Сами анасази не жили в Маниту-Спрингс и не строили здесь своих жилищ, однако аналогичные жилища хорошо сохранились во многих местах исторического региона США, известного как Четыре Угла — например, в Меса-Верде, Чако-Каньоне и др. В проекте по сооружению копий жилищ активное участие принял антрополог доктор Эдгар Ли Хьюитт.